# Lijst van personen overleden in september 2019
Dit is een lijst van bekende personen die zijn overleden in september 2019.

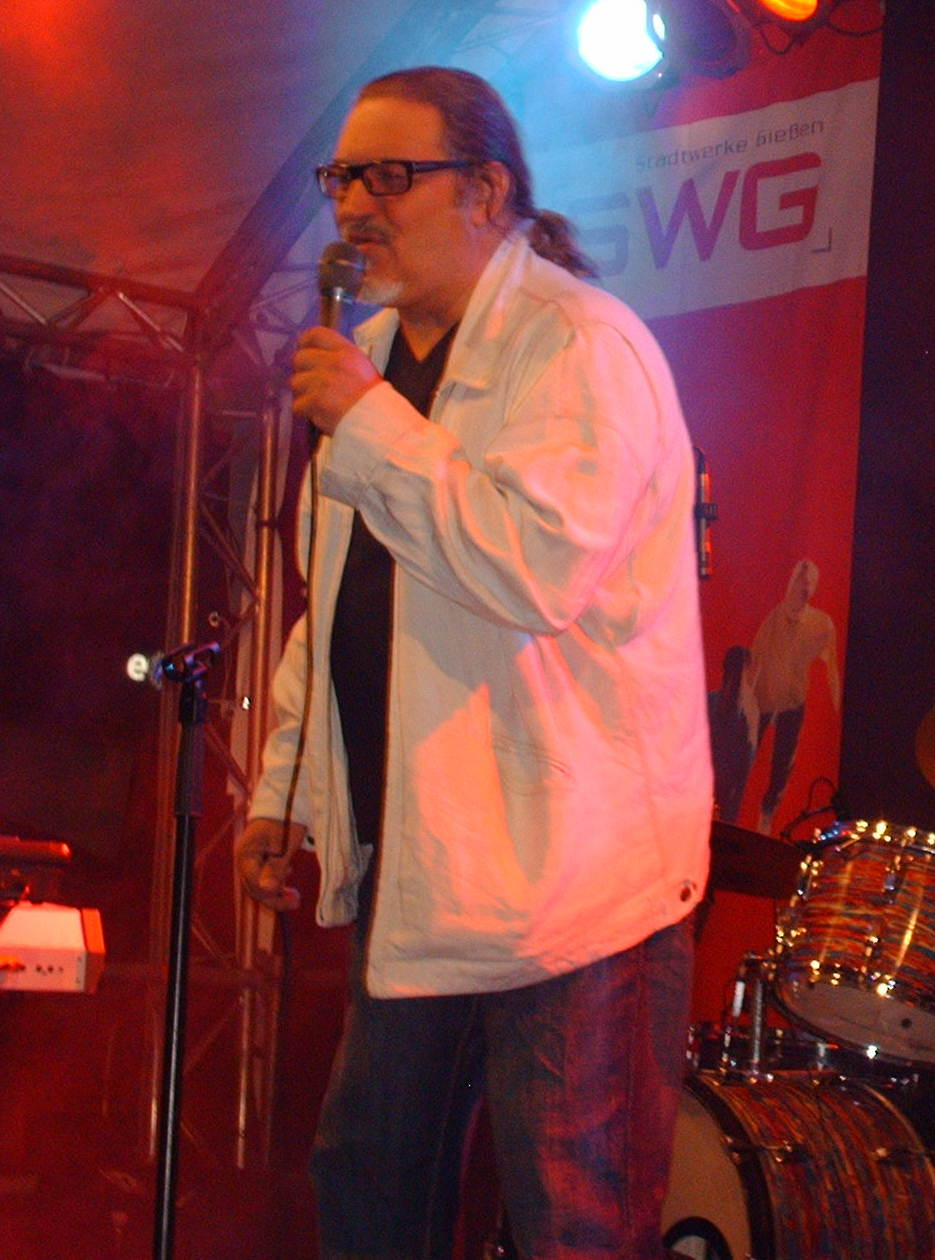
Edo Zanki
1 september

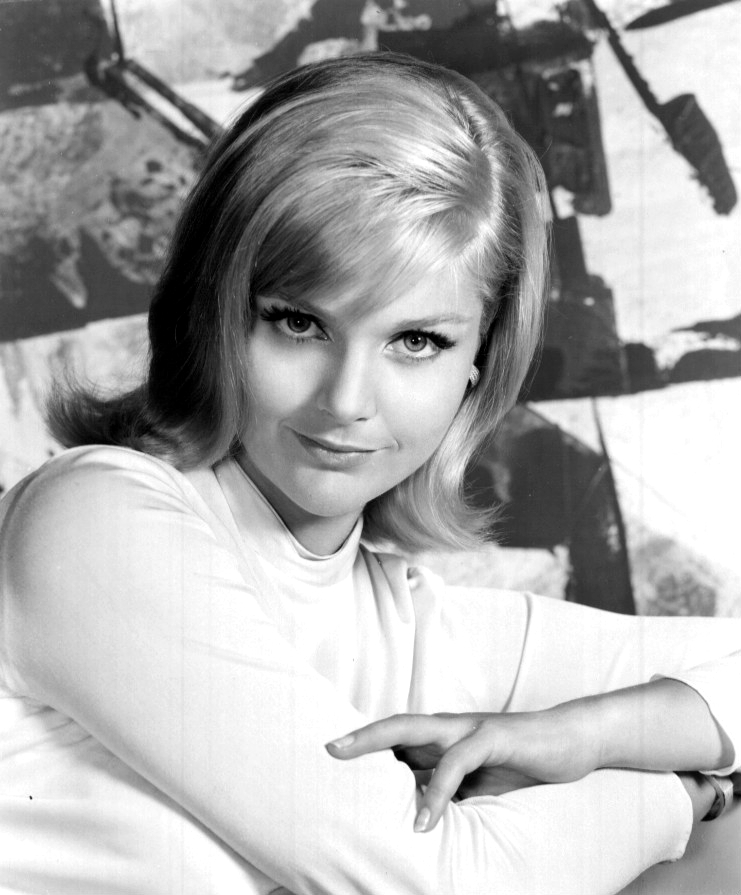
Carol Lynley
3 september

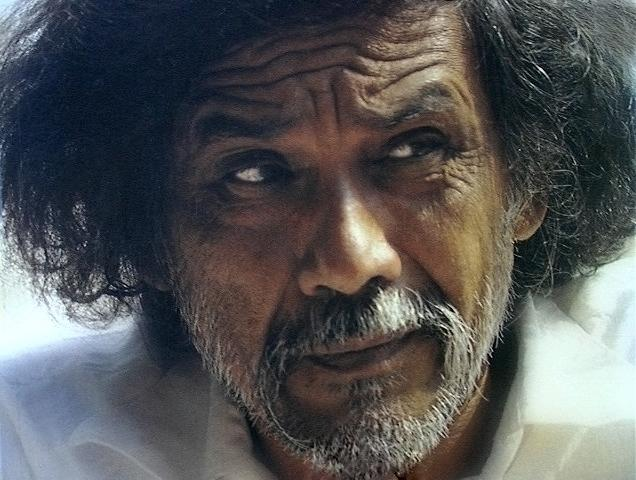
Francisco Toledo
5 september

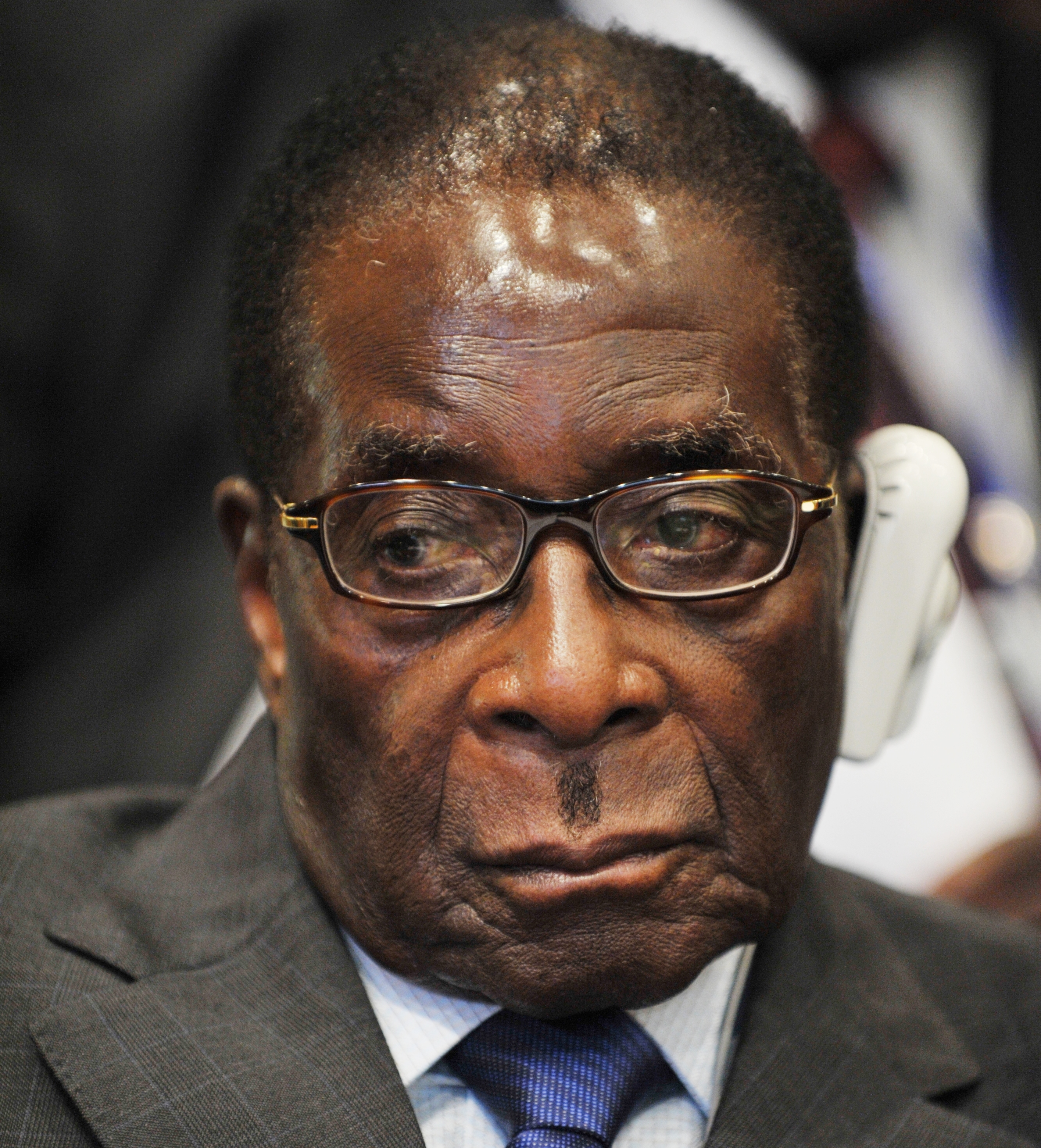
Robert Mugabe
6 september

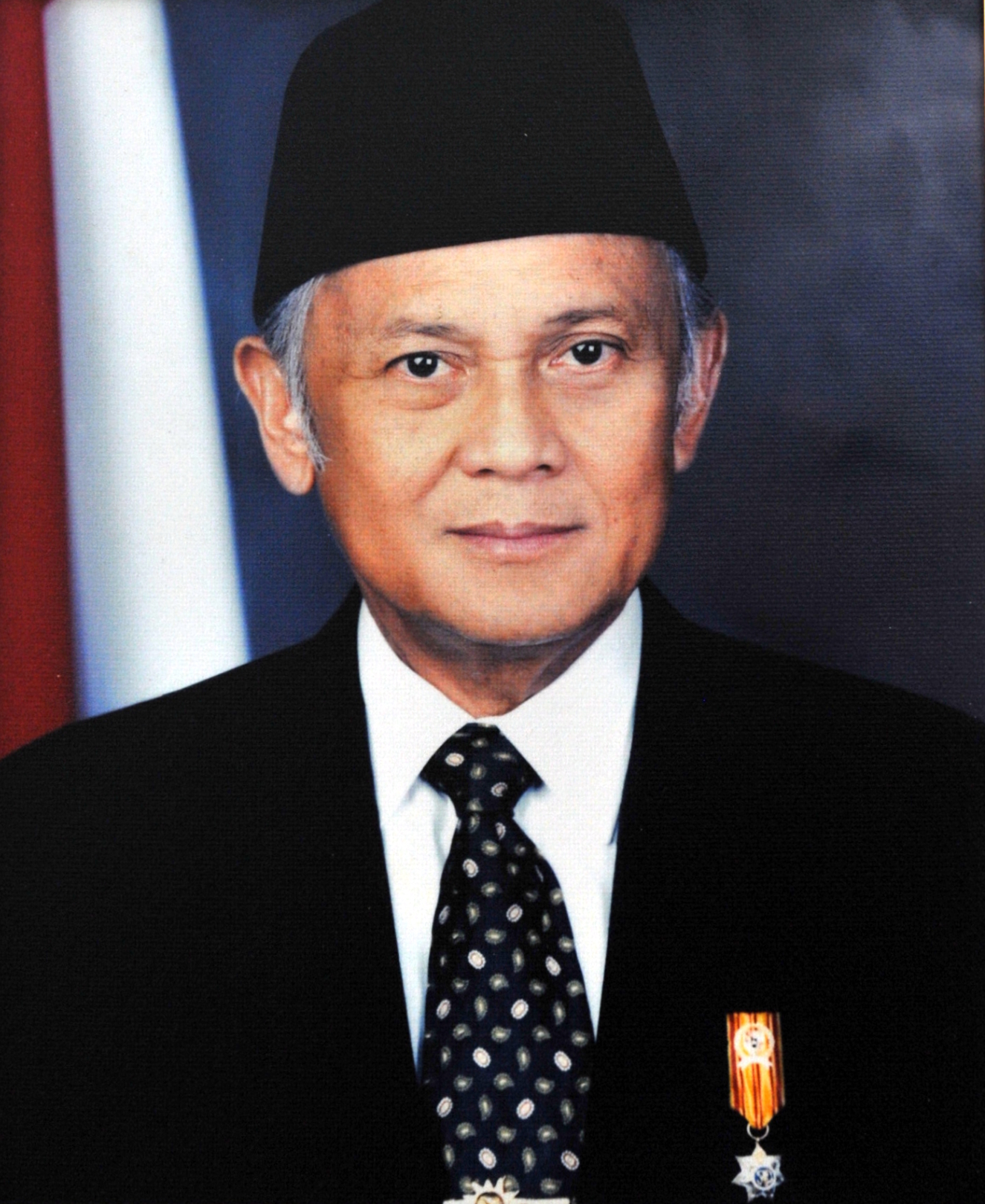
Bacharuddin Jusuf Habibie
11 september

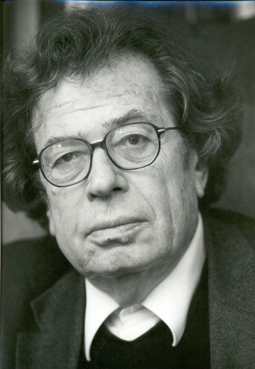
György Konrád
13 september

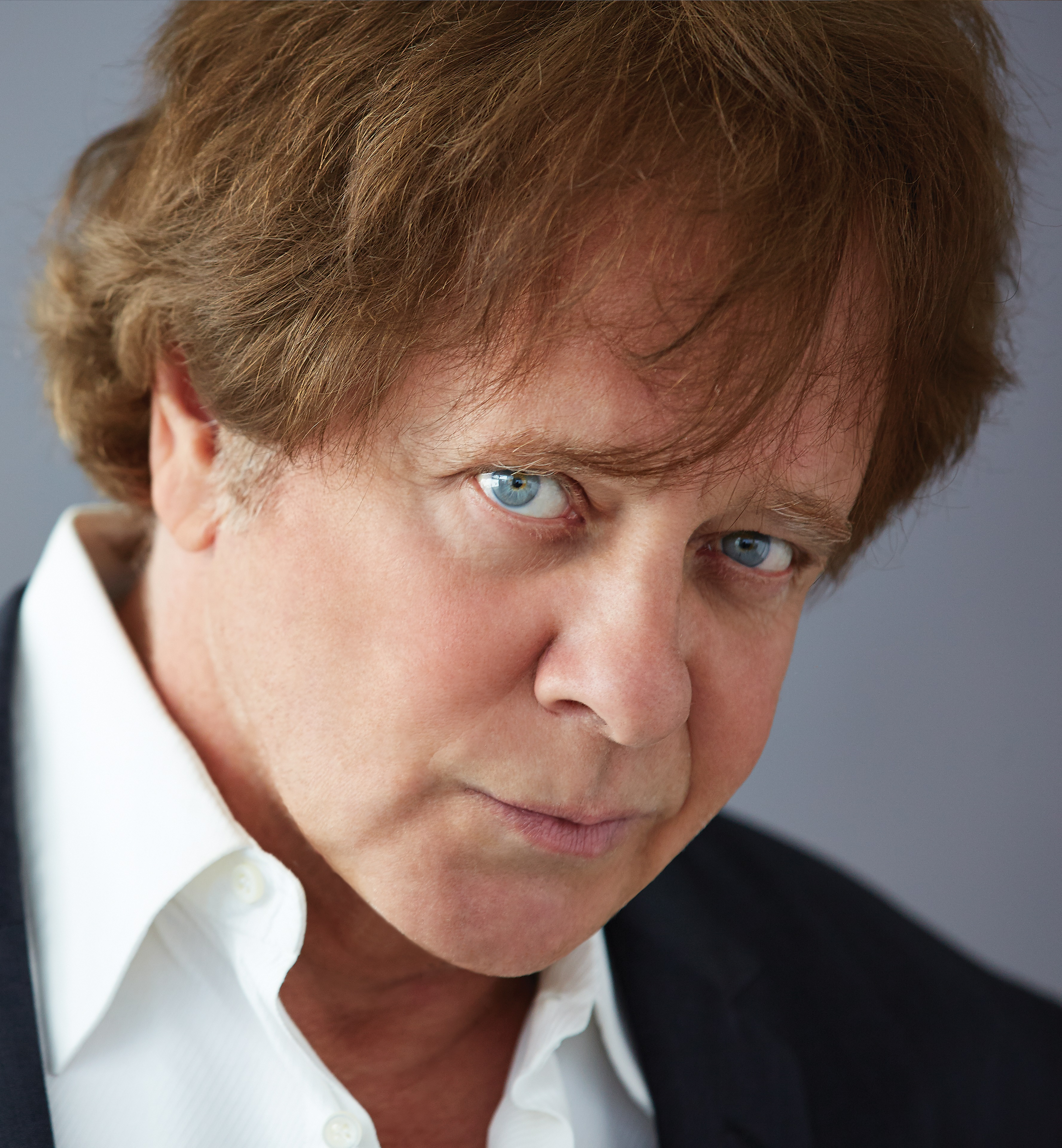
Eddie Money
13 september

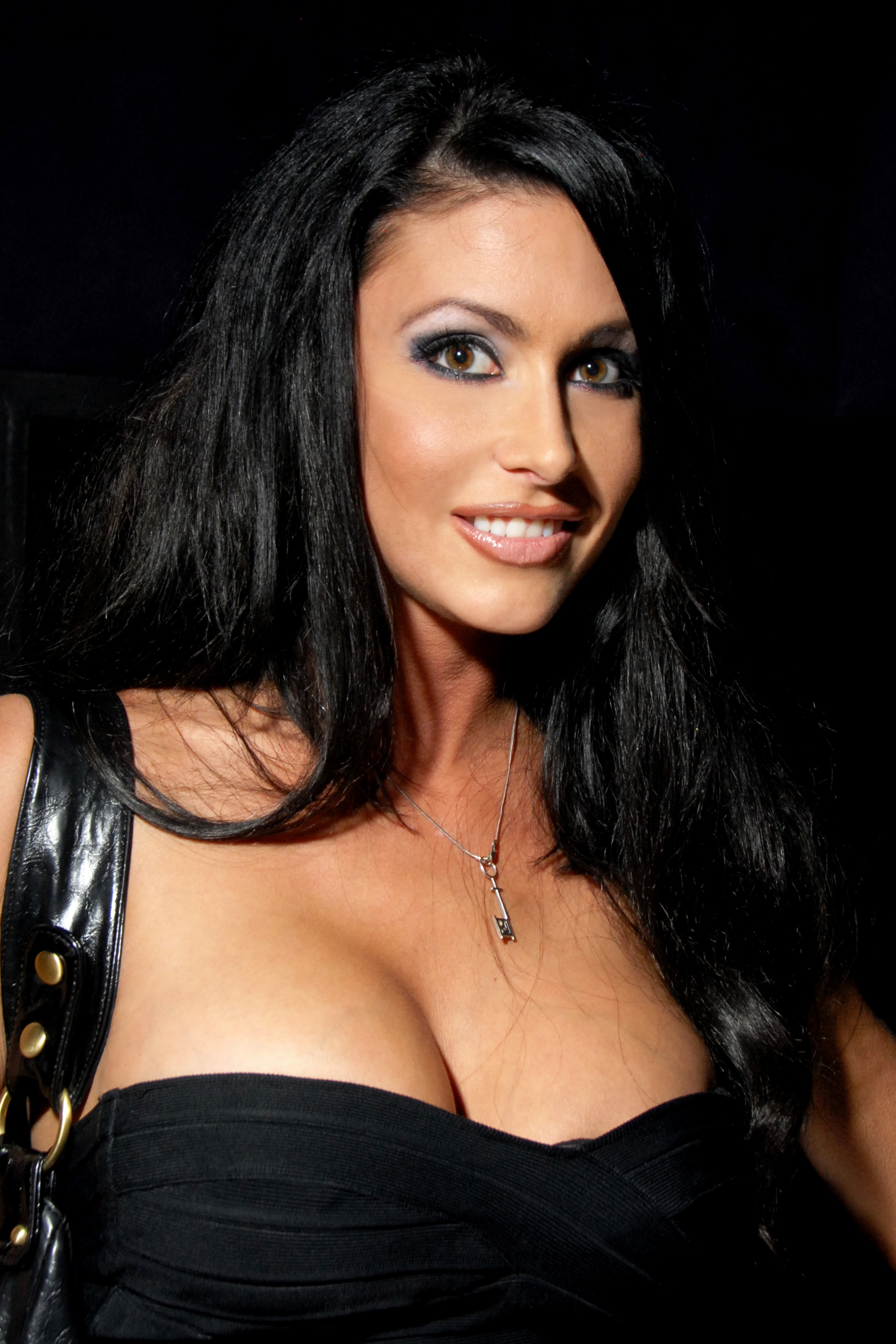
Jessica Jaymes
17 september

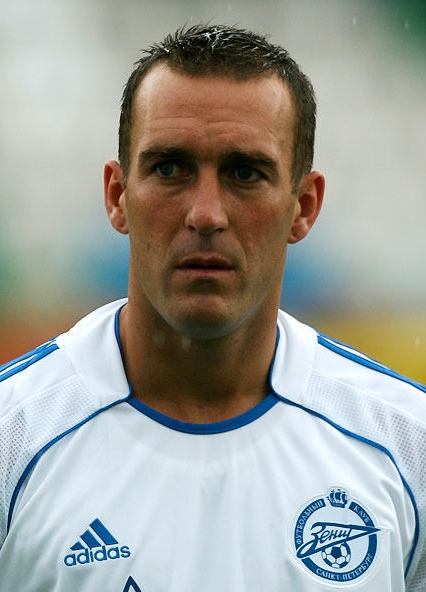
Fernando Ricksen
18 september

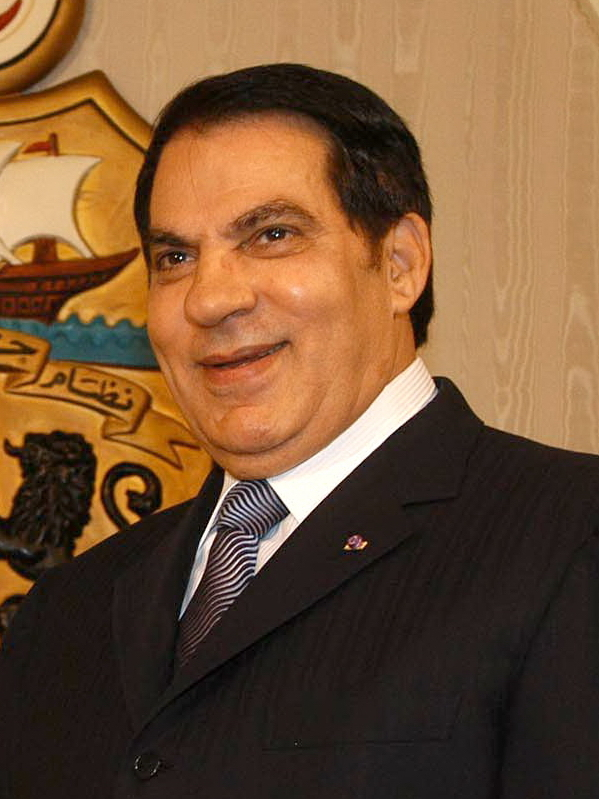
Zine El Abidine Ben Ali
19 september

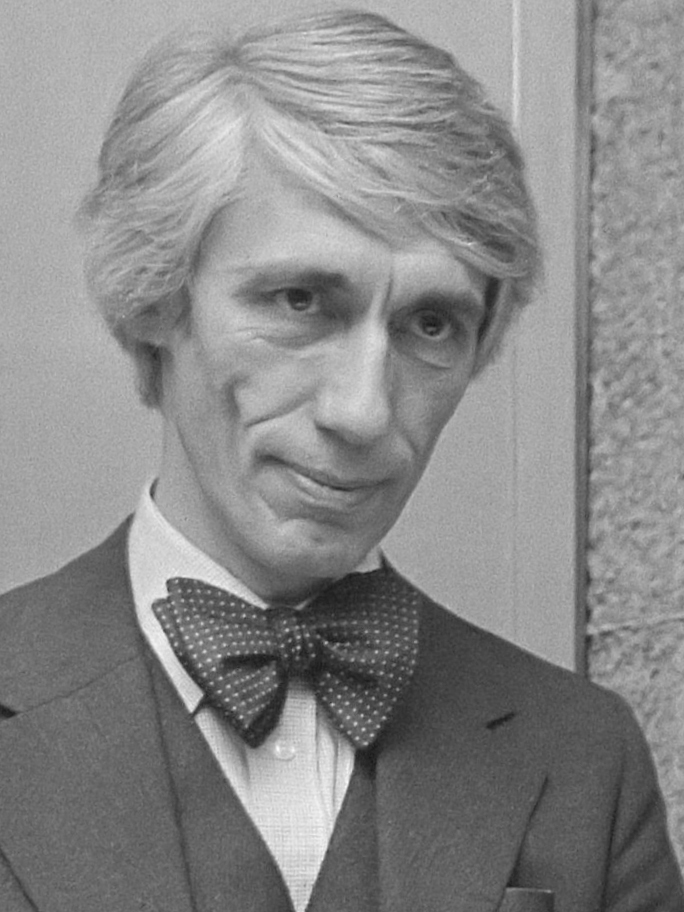
Wim Crouwel
19 september

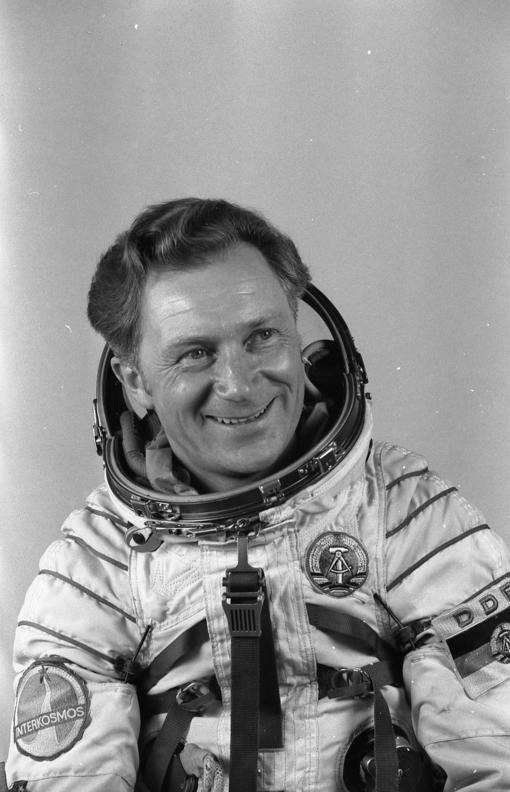
Sigmund Jähn
21 september

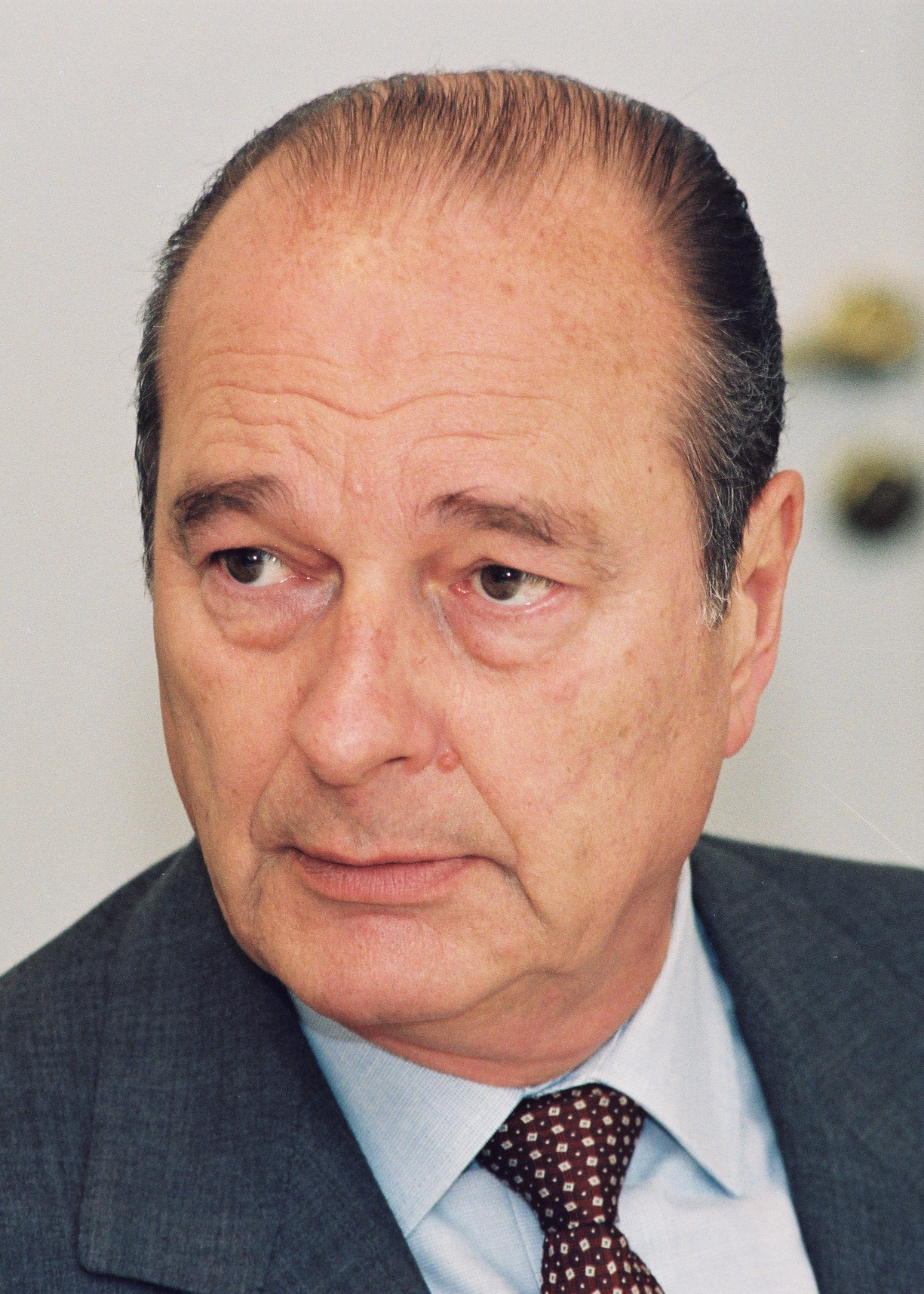
Jacques Chirac
26 september

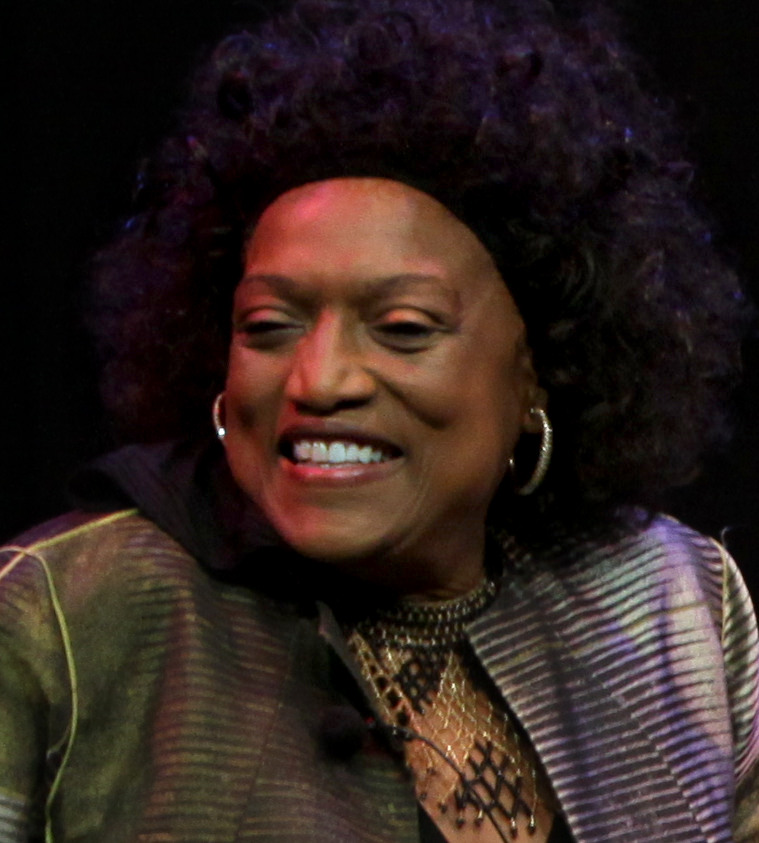
Jessye Norman
30 september

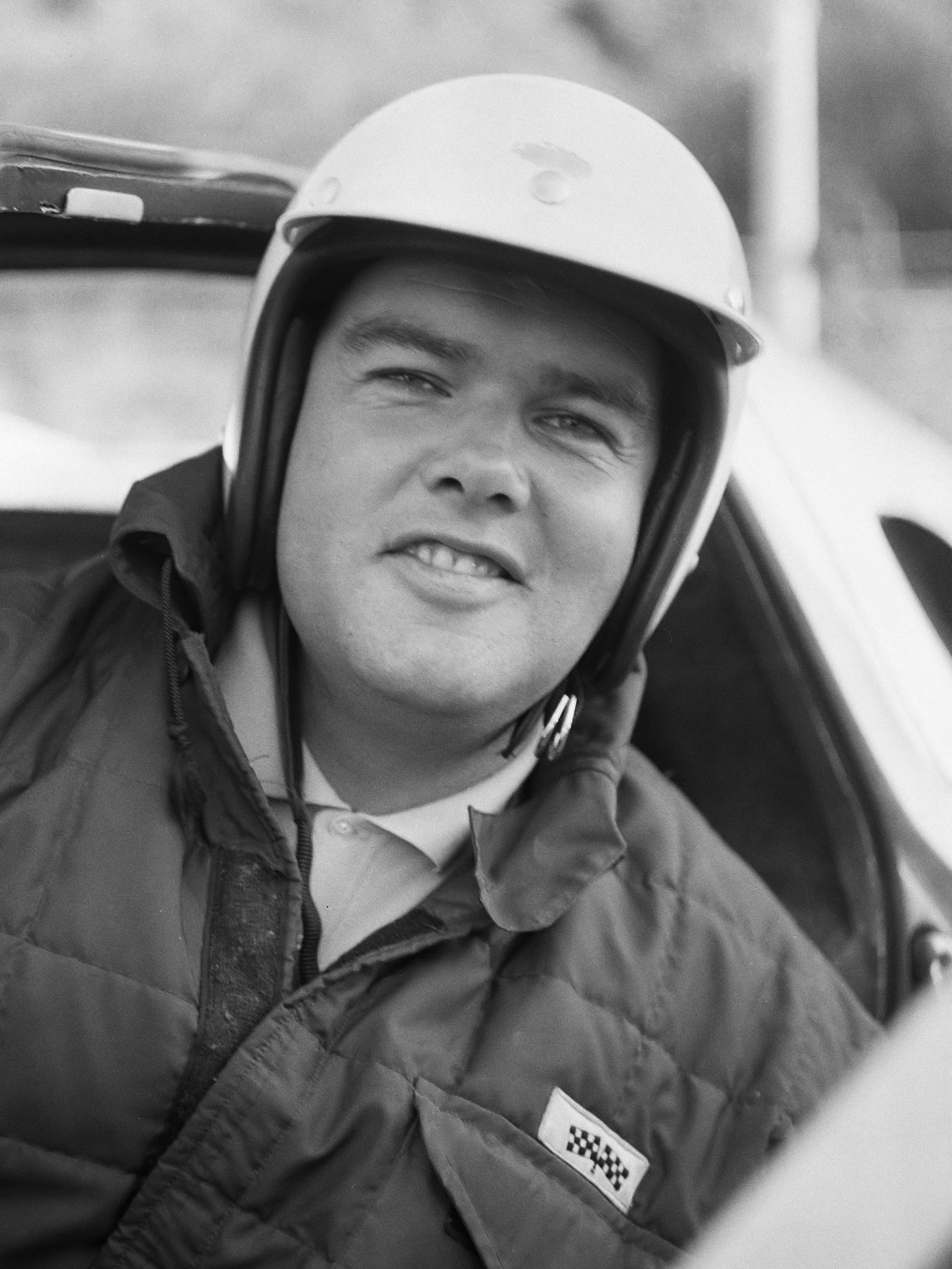
Ben Pon
30 september

| 1 | 2 | 3 | 4 | 5 | 6 | 7 | 8 | 9 | 10 | 11 | 12 | 13 | 14 | 15 | 16 | 17 | 18 | 19 | 20 | 21 | 22 | 23 | 24 | 25 | 26 | 27 | 28 | 29 | 30 |
| - | - | - | - | - | - | - | - | - | -- | -- | -- | -- | -- | -- | -- | -- | -- | -- | -- | -- | -- | -- | -- | -- | -- | -- | -- | -- | -- |

### 1 september
- Jacob Gelt Dekker (71), Nederlands zakenman, filantroop en schrijver[1]
- Albert Fritz (72), Duits (baan)wielrenner[2]
- Katherine MacLean (94), Amerikaans schrijfster[3]
- Mamadou Tew (59), Senegalees voetballer[4]
- Edo Zanki (66), Duits zanger, muzikant en producent[5]

### 2 september
- Les Adams (63), Brits diskjockey en producent[6]
- Gyoji Matsumoto (85), Japans voetballer[7]
- Tom Zickler (55), Duits filmproducent[8]

### 3 september
- LaShawn Daniels (41), Amerikaans songwriter[9]
- Diet Eman (99), Nederlands verzetsstrijdster[10]
- Halvard Hanevold (49), Noors biatleet[11]
- Peter Lindbergh (74), Duits fotograaf en filmregisseur[12]
- Carol Lynley (77), Amerikaans actrice[13]
- José de Jesús Pimiento Rodríguez (100), Colombiaans kardinaal[14]
- RS (18), Nederlands rapper[15]
- Zinaida Anatolevna Slavina (79), Russisch actrice[16]

### 4 september
- Roger Etchegaray (96), Frans kardinaal[17]
- Kylie Rae Harris (30), Amerikaans countryzangeres[18]
- Nenad Šulava (56), Kroatisch schaker[19]
- José Tola (76), Peruaans schilder[20]

### 5 september
- Ger Janssens (82), Nederlands letterkundige[21]
- Charles Jarry (76), Belgisch striptekenaar[22]
- Chris March (56), Amerikaans modeontwerper[23]
- Evelio Taillacq (67), Cubaans acteur en schrijver[24]
- Francisco Toledo (79), Mexicaans kunstschilder[25]
- Charlie Cole (64), Amerikaans fotograaf[26]

### 6 september
- Johnny van Elk (82), Nederlands toneelmeester[27]
- Robert Mugabe (95), president van Zimbabwe[28]

### 7 september
- Robert Axelrod (70), Amerikaans acteur[29]
- Roger Boutry (87), Frans componist, muziekpedagoog en dirigent[30]
- Peter van Dijk (90), Amerikaans architect[31]
- Henri W. de Knijff (88), Nederlands theoloog[32]
- Kees van Kuijen (79), Nederlands politicus[33]

### 8 september
- Camilo Sesto (72), Spaans zanger[34]
- Carlos Squeo (71), Argentijns voetballer[35]
- John Wesley (72), Amerikaans acteur[36]

### 9 september
- Brian Barnes (74), Brits golfspeler[37]
- Robert Frank (94), Amerikaans fotograaf[38]
- Pier van Gosliga (93), Nederlands burgemeester[39]
- Jarzinho Pieter (31), Curaçaos voetballer[40]

### 10 september
- Jeff Fenholt (68), Amerikaans muzikant en acteur[41]
- Valerie Van Ost (75), Brits actrice[42]

### 11 september
- Bacharuddin Jusuf Habibie (83), president van Indonesië[43]
- Daniel Johnston (58), Amerikaans illustrator en muzikant[44]
- T. Boone Pickens (91), Amerikaans zakenman[45]
- Ana María del Re (75), Venezolaans schrijfster en vertaalster[46]
- Anne Rivers Siddons (83), Amerikaans romanschrijfster[47]
- Frater Willibrordus (91), Nederlands frater en veldprediker[48]

### 12 september
- ʻAkilisi Pohiva (78), premier van Tonga[49]
- Francis Xavier Roque (90), Amerikaans bisschop[50]
- Jan Westra (76), Nederlands burgemeester[51]

### 13 september
- Rene Espina (89), Filipijns advocaat en politicus[52]
- Rudi Gutendorf (93), Duits voetbalmanager[53]
- György Konrád (86), Hongaars schrijver[54]
- Eddie Money (70), Amerikaans zanger[55]
- Brian Turk (49), Amerikaans acteur[56]

### 14 september
- Sam Szafran (84), Frans kunstenaar[57]

### 15 september
- Nel Barendregt (83), Nederlands politica[58]
- Heikki Häiväoja (90), Fins medailleur en beeldhouwer[59]
- Willem Gerrit Klooster (84), Nederlandse taalkundige, dichter en schrijver[60]
- Roberto Leal (67), Portugees zanger, acteur en songwriter[61]
- Phyllis Newman (86) Amerikaans actrice en zangeres[62]
- Ric Ocasek (75), Amerikaans zanger[63]
- Hans van der Voet (89), Nederlands bestuurder[64]

### 16 september
- John Cohen (87), Amerikaans folkmuzikant, musicoloog, fotograaf en filmmaker[65]
- Colani (91), Duits ontwerper[66]
- Kees Vermunt (88), Nederlands voetballer en voetbalcoach[67]

### 17 september
- Fabio Buzzi (76), Italiaans motorbootontwerper en -racer[68]
- Jessica Jaymes (40), Amerikaans pornoactrice[69]
- Harold Mabern (83), Amerikaans jazzmuzikant en -componist[70]
- Cokie Roberts (75), Amerikaans journaliste[71]
- Daniël Wayenberg (89), Nederlands pianist en componist[72]

### 18 september
- Graeme Gibson (85), Canadees schrijver[73]
- Kelvin Maynard (32), Nederlands voetballer[74]
- Fernando Ricksen (43), Nederlands voetballer[75]
- Derk Wiersum (44), Nederlands advocaat[76]

### 19 september
- Zine El Abidine Ben Ali (83), president van Tunesië[77]
- Wim Crouwel (90), Nederlands grafisch ontwerper[78]
- Charles Gérard (96), Frans acteur[79]
- Barron Hilton (91), Amerikaans ondernemer[80]
- Sandie Jones (68), Iers zangeres[81]
- Frans Van Looy (69), Belgisch wielrenner[82]

### 20 september
- Myles Burnyeat (80), Brits filosoof en auteur[83]
- Jan Merlin (94), Amerikaans acteur[84]
- Yonrico Scott (63), Amerikaans drummer en muziekproducer[85]

### 21 september
- Gerhard Auer (76), Duits roeier[86]
- Napoleon Chagnon (81), Amerikaans antropoloog[87]
- Jack Donner (90), Amerikaans acteur[88]
- Aron Eisenberg (50), Amerikaans acteur[89]
- Hens Fischer (79), Nederlands voetballer[90]
- Sid Haig (80), Amerikaans acteur[91]
- Hans Hellendoorn (100), Nederlands oorlogsveteraan en verzetsstrijder[92]
- Sigmund Jähn (82), Duits ruimtevaarder[93]
- Christopher Rouse (70), Amerikaans componist en muziekpedagoog[94]

### 22 september
- Dirk-Jan van Baar (62), Nederlands historicus[95]
- Jacky Cordang (87), Nederlands voetballer[96]
- Ivan Kizimov (91), Sovjet-Russisch ruiter[97]
- J. Michael Mendel (54), Amerikaans televisieproducent[98]

### 23 september
- Robert Hunter (78), Amerikaans tekstschrijver[99]
- Artūras Rimkevičius (36), Litouws voetballer[100]

### 24 september
- John Merryweather (87), Arubaans politicus[101]

### 25 september
- Paul Badura-Skoda (91), Oostenrijks pianist[102]
- William Levada (83), Amerikaans kardinaal[103]
- Venu Madhav (50), Indiaas filmacteur, televisiepresentator en cabaretier[104]
- Linda Porter (86), Amerikaans actrice[105]
- Libi Staiger (91), Amerikaans toneelspeelster[106]
- Richard Wyands (91), Amerikaans jazzpianist en -componist[107]
- Louis Gauthier (38), Nederlands journalist en componist[108]

### 26 september
- Jacques Chirac (86), president van Frankrijk[109]
- Gennadi Manakov (69), Russisch ruimtevaarder[110]
- Frits Noordam (76), Nederlands hoogleraar sociaal zekerheidsrecht[111]

### 27 september
- Dante Bernini (97), Italiaans bisschop[112]
- Rob Garrison (59), Amerikaans acteur[113]

### 28 september
- José José (71), Mexicaans zanger[114]
- Dessie O'Halloran (79), Iers muzikant[115]
- Rob Schuurman (81), Nederlands architect[116]
- Gérard Tremblay (100), Canadees bisschop[117]
- Felix Uyttenbroeck (92), Belgisch atleet[bron?]
- Floris Vos (55), Nederlands productieontwerper[118]

### 29 september
- Günter Jansen (87), Duits voetballer en voetbaltrainer[119]
- Thijs van der Molen (80), Nederlands zanger[120]

### 30 september
- Luc Isebaert (78), Belgisch psychiater en psychotherapeut[121]
- Ben Pon (82), Nederlands zakenman en autocoureur[122]
- Jessye Norman (74), Amerikaans zangeres[123]
- Michael Schoenholtz (82), Duits beeldhouwer en tekenaar[124]

januari ·
februari ·
maart ·
april ·
mei ·
juni ·
juli ·
augustus ·
september ·
oktober ·
november ·
december
1900 ·
1901 ·
1902 ·
1903 ·
1904 ·
1905 ·
1906 ·
1907 ·
1908 ·
1909 ·
1910 ·
1911 ·
1912 ·
1913 ·
1914 ·
1915 ·
1916 ·
1917 ·
1918 ·
1919 ·
1920 ·
1921 ·
1922 ·
1923 ·
1924 ·
1925 ·
1926 ·
1927 ·
1928 ·
1929 ·
1930 ·
1931 ·
1932 ·
1933 ·
1934 ·
1935 ·
1936 ·
1937 ·
1938 ·
1939 ·
1940 ·
1941 ·
1942 ·
1943 ·
1944 ·
1945 ·
1946 ·
1947 ·
1948 ·
1949 ·
1950 ·
1951 ·
1952 ·
1953 ·
1954 ·
1955 ·
1956 ·
1957 ·
1958 ·
1959 ·
1960 ·
1961 ·
1962 ·
1963 ·
1964 ·
1965 ·
1966 ·
1967 ·
1968 ·
1969 ·
1970 ·
1971 ·
1972 ·
1973 ·
1974 ·
1975 ·
1976 ·
1977 ·
1978 ·
1979 ·
1980 ·
1981 ·
1982 ·
1983 ·
1984 ·
1985 ·
1986 ·
1987 ·
1988 ·
1989 ·
1990 ·
1991 ·
1992 ·
1993 ·
1994 ·
1995 ·
1996 ·
1997 ·
1998 ·
1999 ·
2000 ·
2001 ·
2002 ·
2003 ·
2004 ·
2005 ·
2006 ·
2007 ·
2008 ·
2009 ·
2010 ·
2011 ·
2012 ·
2013 ·
2014 ·
2015 ·
2016 ·
2017 ·
2018 ·
2019 ·
2020 ·
2021 ·
2022 ·
2023 ·
2024 ·
2025